# Gornja Višnjica
Gornja Višnjica es una localidad de Croacia situada en el municipio de Lepoglava, en el condado de Varaždin. Según el censo de 2021, tiene una población de 248 habitantes.

## Demografía
| Gráfica de población de Gornja Višnjica 1857-2021                  |
|                                                                    |
| Según los censos de población de la Oficina de Estadísticas Croata |